# NGC 1464
NGC 1464 = NGC 1471 ist eine spiralförmige Zwerggalaxie vom Hubble-Typ S/P im Sternbild Eridanus am Südsternhimmel. Sie ist schätzungsweise 74 Millionen Lichtjahre von der Milchstraße entfernt und hat einen Durchmesser von etwa 15.000 Lichtjahren.
Das Objekt wurde am 1. November 1886 von Lewis Swift entdeckt.